# كارينا جولد
كارينا جولد (بالإنجليزية: Karina Gould)‏ (من مواليد 28 يونيو 1987) هي سياسية كندية تشغل منصب وزير الأسرة والأطفال والتنمية الاجتماعية منذ 26 أكتوبر 2021. كارينا عضوة في الحزب الليبرالي ، وتعمل كعضو في البرلمان منذ 19 أكتوبر 2015.